# Camí de Moià a Marfà
El Camí de Moià a Marfà és una pista forestal dels termes municipals de Moià i de Castellcir, a la comarca del Moianès.

## Terme municipal de Moià
El camí arrenca del Camí de Vila-rasa, a llevant de la masia de Vila-rasa, en terme de Moià, des d'on davalla cap al sud, però en el tram inicial fent una doble forta giragonsa per baixar cap a la vall del torrent de Font Candelera. Segueix aquest torrent per la riba dreta deixant al nord-oest les terres de Vila-rasa, tota la Solella de Vila-rasa sota dels Cingles de Vila-rasa, travessa el torrent esmentat a les envistes d'una moderna construcció que hi ha en aquell lloc, segueix un breu tram per l'esquerra del torrent, i el torna a travessar a ran del Salt Candeler. Segueix per la dreta del torrent, fins que aquest s'aboca en la Riera de Castellnou, deixant a l'esquerra el paratge del Còdol Sabater. En aquest tram discorre per sota i al sud-est dels Cingles de Montbrú. Al cap de poc arriba a ponent de l'extrem oest de la Serra de Riqueus, moment en què abandona el terme municipal de Moià.

## Terme municipal de Castellcir (la Vall de Marfà)

El Camí de Moià a Marfà, respecte del terme de Castellcir

El camí, que ha anat guanyant alçada respecte de la llera de la riera de Castellnou, emprèn cap al sud, sempre paral·lel per ponent de la riera, travessa el paratge del Còdol, fins que arriba a l'extrem de llevant de la Solella de la Datzira. Continua cap al sud, deixant a l'oest el camí que mena a Monistrol de Calders; fins aquí coincideix de traçat amb el Camí de Monistrol. Sempre cap al sud, va a cercar el paratge de la Tosca. Després d'un parell de revolts molt tancats per baixar cap a la vall de la riera, arriba al santuari de la Mare de Déu de la Tosca.
Quan troba aquesta capella, torç cap a ponent i va a buscar la llera de la riera, que travessa a gual per un lloc rocós que manté dempeus algunes restes d'una antiga passera per a caminants. Travessa la riera, ja denominada Riera de Marfà en aquest lloc, i s'adreça cap a ponent. Fa un parell de fortes giragonses per tal de guanyar alçada, cap al sud-oest, deixant a migdia les Feixes Roges, i troba el Camí de Castellterçol a Marfà a uns 150 metres al sud-est de la casa de Marfà.

## Etimologia
Com en el cas de la major part de camins, el nom que els designa és clarament descriptiu. En aquest cas, el nom del camí fa esment a les dues poblacions que uneix, la vila de Moià i la parròquia rural de Marfà.